# Tinderreisen
Tinderreisen ist eine österreichische Reality-TV-Show, die erstmals am 31. Januar 2019 von dem Fernsehsender ATV ausgestrahlt wurde. Insgesamt gibt es zurzeit 6 Staffeln.

## Konzept
In der TV-Serie geht es darum, dass mehrere Singles per Dating-App Tinder versuchen, in verschiedenen nicht deutschsprachigen Ländern in Europa die wahre Liebe oder eine lockere Beziehung zu finden.

## Produktion und Ausstrahlung
| Staffel 4                                           |                  |
| Titel                                               | Erstausstrahlung |
| Die Tinder-Kings und Queens gehen wieder auf Reisen | 30. März 2022    |
| Costinas Traumdate in Nizza                         | 30. März 2022    |
| Daniels Desaster Date                               | 14. April 2022   |
| Bella fällt aus allen Wolken                        | 21. April 2022   |
| Charbels Melonen-Training                           | 28. April 2022   |
| Eiffelturm Liebe für Sayed                          | 5. Mai 2022      |
| Nathans Geheimnis                                   | 12. Mai 2022     |
| Bellas Gentleman                                    | 19. Mai 2022     |
| Charmeur Charbel                                    | 26. Mai 2022     |
| Von Würstelständen und Helikopterflügen             | 2. Juni 2022     |
| Abschied auf deutsche Art                           | 9. Juni 2022     |
| Das große Finale                                    | 9. Juni 2022     |

## Rezeption
Die dritte Staffel Tinderreisen hat im Schnitt 13,1 Prozent Marktanteil (E12-49) und somit durchschnittlich 180.000 Zuschauer.